# 2014 у театрі

## Прем'єри
Січень
- 14 січня —
  - «Тільки ти і я…» за мотивами роману «Оскар і рожева пані» Еріка-Емманюеля Шмітта (реж. Олексій Биш, Чернігівський обласний молодіжний театр)

Лютий
- 27 лютого —
  - «Радість сердечна, або Кепка з карасями» Дмитра Богомазова за збіркою оповідань «Чистий Дор» Юрія Коваля (реж. Дмитро Богомазов, Київський театр на лівому березі)

Березень
- 6 березня —
  - «Така її доля…» Станіслава Мойсеєва за баладою «У тієї Катерини…» Тараса Шевченка (реж. Станіслав Мойсеєв, Національний академічний драматичний театр імені Івана Франка)[1]

- 7 березня —
  - «Стіна» Людмили Колосович за творами Тараса Шевченка та Юрія Щербака; реж. Людмила Колосович, худ. Оксана Радкевич, хор. Ксенія Рихальська (Львівський драматичний театр ім. Лесі Українки)[2][3][4]

- 14 березня —
  - «Казанова» венеціанський карнавал за творами Марини Цвєтаєвої та Джакомо Казанови (реж. Оксана Дмітрієва, Харківський державний академічний театр ляльок імені В. А. Афанасьєва)[5]

- 27 березня —
  - «Антігона» Жана Ануя (реж. Ігор Славинський, Київська академічна майстерня театрального мистецтва «Сузір'я»)

Квітень
- 9 квітня —
  - «Лєна» Дмитра Левицького (реж. Тамара Трунова, Черкаський академічний обласний український музично-драматичний театр імені Т. Г. Шевченка)

- 10 квітня —
  - «Маленькі подружні злочини» Еріка-Емманюеля Шмітта (реж.  Діана Айше, Дніпровський академічний український музично-драматичний театр імені Тараса Шевченка)

- 12 квітня —
  - «Підступність і кохання» за трагедією Фрідріха Шиллера (реж. Андрій Білоус, Київський академічний Молодий театр)

- 24 квітня —
  - «Вій 2.0» Наталі Ворожбит (реж. Максим Голенко, Артцентр «Пасіка», «Дикий Театр», м. Київ)[6][7]

- 26 квітня —
  - «Емігранти» Славомира Мрожека (реж. Євгеній Сидоренко, Чернігівський обласний молодіжний театр)
  - «Загадкові варіації» Еріка-Емманюеля Шмітта (реж. Аліна Чуєшова, Народна театр-студія «Асорті», м. Київ)[8]

- 29 квітня —
  - «Живий труп» за п'єсою[ru] Льва Толстого (реж. Роман Мархоліа, Національний академічний драматичний театр імені Івана Франка)

Травень
- 6 травня —
  - «Великий льох» за Тарасом Шевченком (реж. Іван Данілін, Народний драматичний театр «КБУ» Центрального палацу культури, м. Чернівці)

- 15 травня —
  - «Маленький Донні, який переміг морок» за п'єсою «Ці вільні метелики»[en] Леонарда Герша[en] (реж. Олександр Онищенко, Театр на Чайній, м. Одеса)[9]

- 22 травня —
  - «Потрібні брехуни» за п’єсою «Мсьє Амількар, або людина, яка платить» Іва Жаміака (реж. Станіслав Жирков, Київський академічний Молодий театр)

Червень
- 1 червня —
  - «Коза-Дереза» Михайла Супоніна (реж. Михайло Урицький, Київський муніципальний академічний театр ляльок)

- 5 червня —
  - «Моя професія — синьйор з вищого світу» Джуліо Скарніччі, Ренцо Тарабузі (реж. Анатолій Хостікоєв, Національний академічний драматичний театр імені Івана Франка)

- 18 червня —
  - «Жінки у ре мінорі» балет на 1 дію Раду Поклітару на музику Йоганна Баха (реж. Раду Поклітару, Київський академічний театр «Київ Модерн-балет»)

- 19 червня —
  - «Приїжджий з Рангуну» Гі Абекасіса (реж. Іван Данілін, Чернівецький театр «Учні» та Народний драматичний театр «КБУ» Центрального палацу культури)

Липень
- 16 липня —
  - «Носороги» Ежена Йонеско (реж. Андрій Приходько, Національний академічний драматичний театр імені Івана Франка)[10]

Вересень
- 19 вересня —
  - «Матінка Кураж та її діти» за однойменною п'єсою Бертольта Брехта (реж. Геннадій Касьянов, Чернігівський обласний молодіжний театр)

Жовтень
- 18 жовтня —
  - «Змішані почуття» Р. Баєра (реж. Орест Пастух, Івано-Франківський академічний обласний музично-драматичний театр імені Івана Франка)[11][12]

Листопад
- 11 листопада —
  - «Хазяїн» за п'єсою Івана Карпенка-Карого (реж. Петро Ільченко, Національний академічний драматичний театр імені Івана Франка)[13]

Грудень
- 2 грудня —
  - «Щоденники Майдану» сценічна редакція Андрія Мая за п'єсою Наталі Ворожбит (реж. Андрій Май, Національний академічний драматичний театр імені Івана Франка)[14][15]

- 13 грудня —
  - «Наше містечко» за п’єсою Торнтона Вайлдера (реж. Дмитро Богомазов, Київський академічний театр юного глядача на Липках)[16]
  - «Потяг „Одеса-Мама“» Олександра Тарасуля, Євгена Хаїта та Віктора Явника (реж. Ігор Славинський, Антреприза)

- 18 грудня —
  - «Соло для годинника з боєм» Освальда Заградника (реж. Ігор Славинський, Київський академічний молодий театр)

- 21 грудня —
  - «Даринка, Гриць та Нечиста сила» Вадима Бойко (реж. Дмитро Весельський, Київський театр на лівому березі)
  - «Енеїда» феєрія-бурлеск Ростислава Держипільського та Олексія Гнатковського за поємою Івана Котляревського (реж. Ростислав Держипільський, Івано-Франківський академічний обласний музично-драматичний театр імені Івана Франка)[17]

- 22 грудня —
  - «Білий Кіт та Новий Рік» І. та Я. Златопольських (реж. Геннадій Касьянов, Чернігівський обласний молодіжний театр)

- 27 грудня —
  - «Снігова квітка» Сергія Козлова (реж. Сергій Єфремов, Київський муніципальний академічний театр ляльок)

- 29 грудня —
  - «Довгий різдвяний обід» балет на 1 дію Раду Поклітару за мотивами п’єси Торнтона Вайлдера на музику Антоніо Вівальді (реж. Раду Поклітару, Київський академічний театр «Київ Модерн-балет»)

Без дати
- - (???) «Браковані люди» Василь Сігарєва (реж. Станіслав Жирков, Київський експериментальний театр «Золоті ворота»)

- - (???) «Ведмідь» за п’єсою Антона Чехова (реж. Дмитро Гусаков, Народний аматорський театр «Дзеркало» Хмельницького міського будинку культури)

- - (???) «Добра новина» різдвяний вертеп за народними текстами (реж. Дмитро Гусаков, Народний аматорський театр «Дзеркало» Хмельницького міського будинку культури)

- - (???) «Кастинг, або Хто хотів люстрації?» за мотивами творів Віктора Пелевіна, Г.Грекова, Юрія Муравицького, Михайла Жванецького )реж. Андрій Кирильчук, Івано-Франківський академічний обласний музично-драматичний театр імені Івана Франка)

- - (???) «Котигорошко» за А. Шияном (реж. Ростислав Держипільський, Івано-Франківський академічний обласний музично-драматичний театр імені Івана Франка)

- - (???) «Лускунчик» Дена та Яни Гуменних за мотивами повісті-казки Ернста Гофмана (реж. Станіслав Жирков, Національний академічний драматичний театр імені Івана Франка)

- - (???) «Ніч проти Івана Купала» за повістю Миколи Гоголя (реж. Дмитро Гусаков, Народний аматорський театр «Дзеркало» Хмельницького міського будинку культури)

- - (???) «Останній ацтек» Віктора Шендеровича (реж. Максим Голенко, Миколаївський академічний український театр драми і музичної комедії)

- - (???) «У неділю рано зілля копала» Ольги Кобилянської (реж. Орест Пастух, Івано-Франківський академічний обласний музично-драматичний театр імені Івана Франка)

- - (???) «Чотири чарівні перлини» за п’єсою Б. Мельничука (реж. Дмитро Гусаков, Хмельницький обласний український музично-драматичний театр ім. Михайла Старицького)

- - (???) «Шаріка, або Кохання січового стрільця» на музику Ярослава Барнича (реж. Ростислав Держипільський, Івано-Франківський академічний обласний музично-драматичний театр імені Івана Франка)

## Нагороди
- Національна премія України імені Тараса Шевченка (лауреати 2014 року)[18]:
  - Театральне мистецтво — Василенко Василь Якович, диригент-постановник, Курочка Марія Вікторівна, режисер-постановник, громадянка Федеративної Республіки Німеччина, Стрельцова Людмила Семенівна, хормейстер, Рябенький Василь Іванович (посмертно), Плеханова Тетяна Олександрівна, виконавець вокальної партії за оперу Р. Вагнера «Летючий Голландець» Донецького національного академічного театру опери та балету імені А. Б. Солов'яненка
  - Музичне мистецтво — Монастирська Людмила Вікторівна, артистка — за вокальні партії в оперних виставах

## Діячі театру

### Померли

Віталій Лінецький (42)
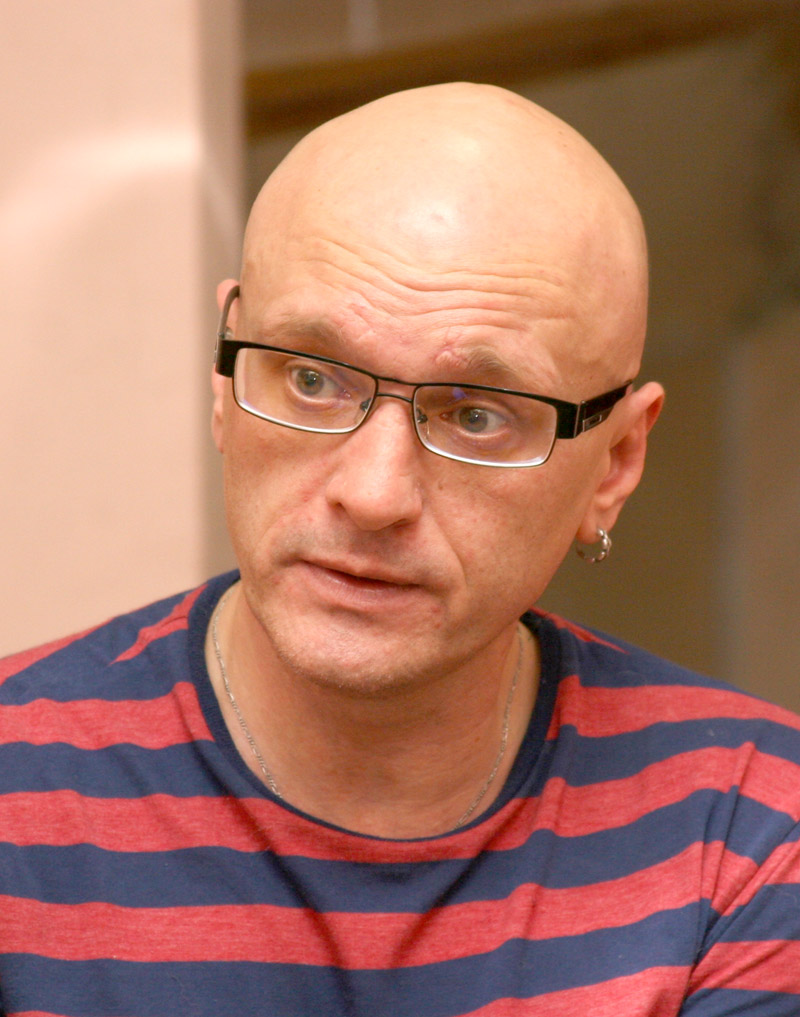
Олексій Девотченко (49)
Микола Прядченко (62)
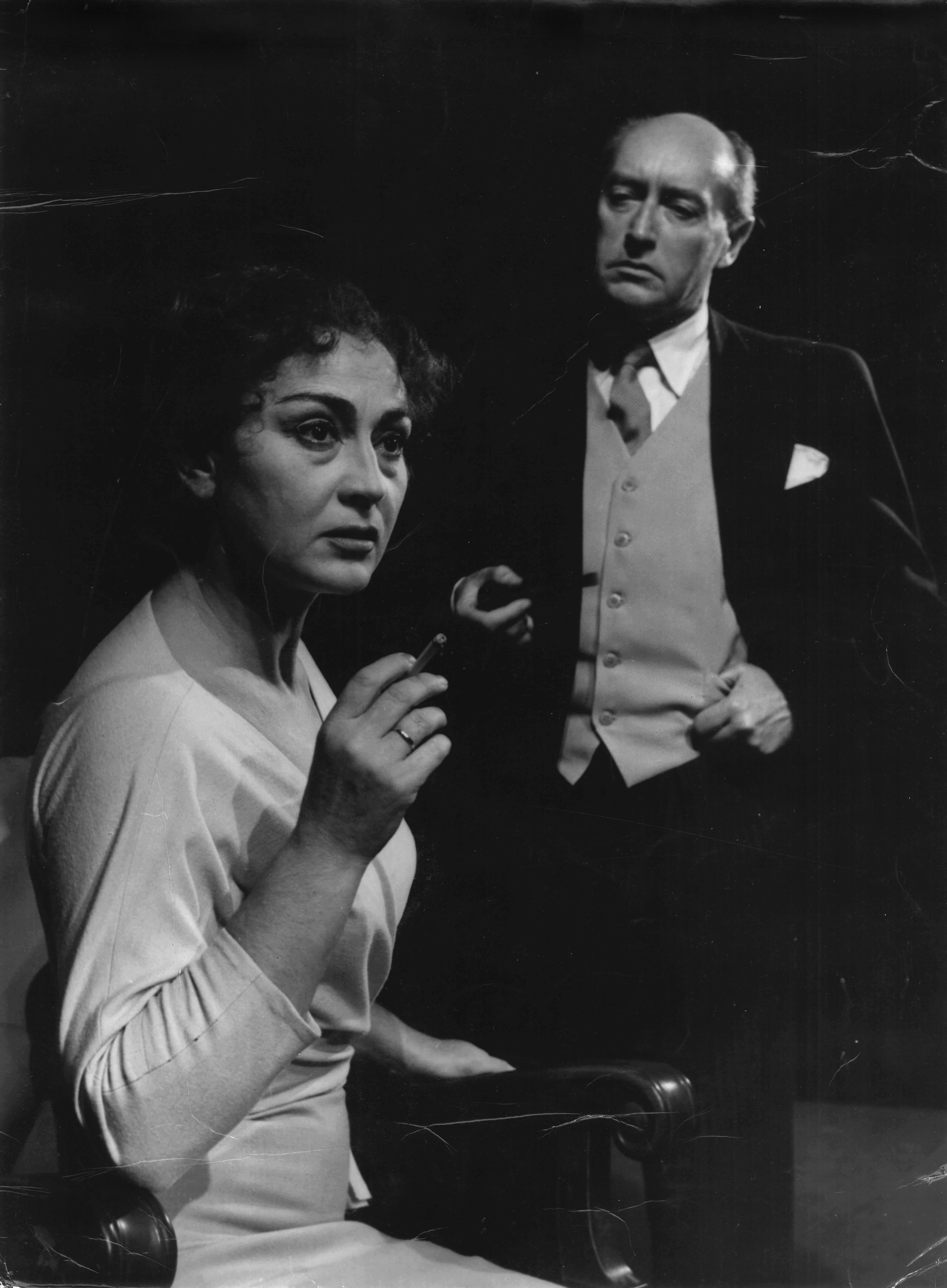
Марія Црноборі (96)
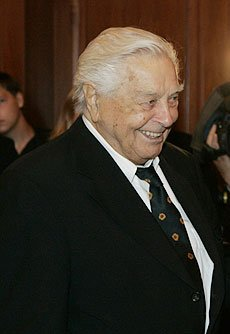
Юрій Любимов (97)

Січень
- 30 січня —
  -  Жан Бабілє (90) — французький балетмейстер, хореограф і танцівник.

Лютий
- 20 лютого —
  -  Андрій Мовчан (34) — електроосвітлювач сцени у Національному театрі ім. Івана Франка, Герой Небесної Сотні

Квітень
- 7 квітня —
  -  Людмила Семенова (93) — радянська балерина, солістка Горьковського театру опери та балету ім. А. С. Пушкіна, заслужена артистка РРФСР.

Травень
- 2 травня —
  -  Володимир Агєєв (55) — російський театральний режисер[19].

- 19 травня —
  -  Микола Прядченко (62) — український балетмейстер і педагог. Народний артист УРСР (1982).

Липень
- 16 липня —
  -  Віталій Лінецький (42) — український актор театру і кіно, заслужений артист України.

Серпень
- 7 серпня —
  -  Кирило Панченко (54) — російський театральний режисер, Заслужений артист РФ, Заслужений артист України.

Вересень
- 13 вересня —
  -  Шарль Фоєрберг (69) — український актор театру ляльок, провідний майстер сцени, Заслужений артист України, педагог, член UNIMA-Україна, лауреат премії «Київська пектораль»[20].

Жовтень
- 5 жовтня —
  -  Юрій Любимов (97) — радянський і російський театральний режисер, актор і педагог. Народний артист Російської Федерації[21].

- 21 жовтня —
  -  Марія Црноборі (96) — сербська і югославська актриса театру і кіно, театральна діячка.

Листопад
- 5 листопада —
  -  Олексій Девотченко (49) — російський актор театру і кіно.
- 30 листопада —
  -  Поль Бюїсонно (87) — канадський театральний режисер і актор.

Грудень
- 20 грудня —
  -  Дерек Ренчер[en] (82) — англійська танцівник, соліст Королівського балету та художник по костюмах.